# 萨格里什
萨格里什（葡萄牙語：Sagres）是位于葡萄牙法鲁区比什普鎮的一个堂区，面积3428平方公里，人口1939人（2001年数据）。

## 地理
萨格里什位于比什普镇市西南向大西洋凸出的海角处。该镇中心区域南面是萨格里什角，西面则是圣维森特角，是欧亚大陆的最西南端。

## 历史
萨格里什是从非洲大陆沿岸返航欧洲的必经之地和重要地标，由于这一特殊的地理位置，15世纪时，地理大发现时代的先驱恩里克王子在此处设立了人类历史上第一个航海专门学校，并从这里派出了许多探险队对非洲西岸进行了航海探险。恩里克王子曾长期居住于此并在此去世。1519年，萨格里什被划归比什普镇地区。1834年，成立现在的萨格里什村。1801年时，常住人口已达413人。

## 萨格里什图集

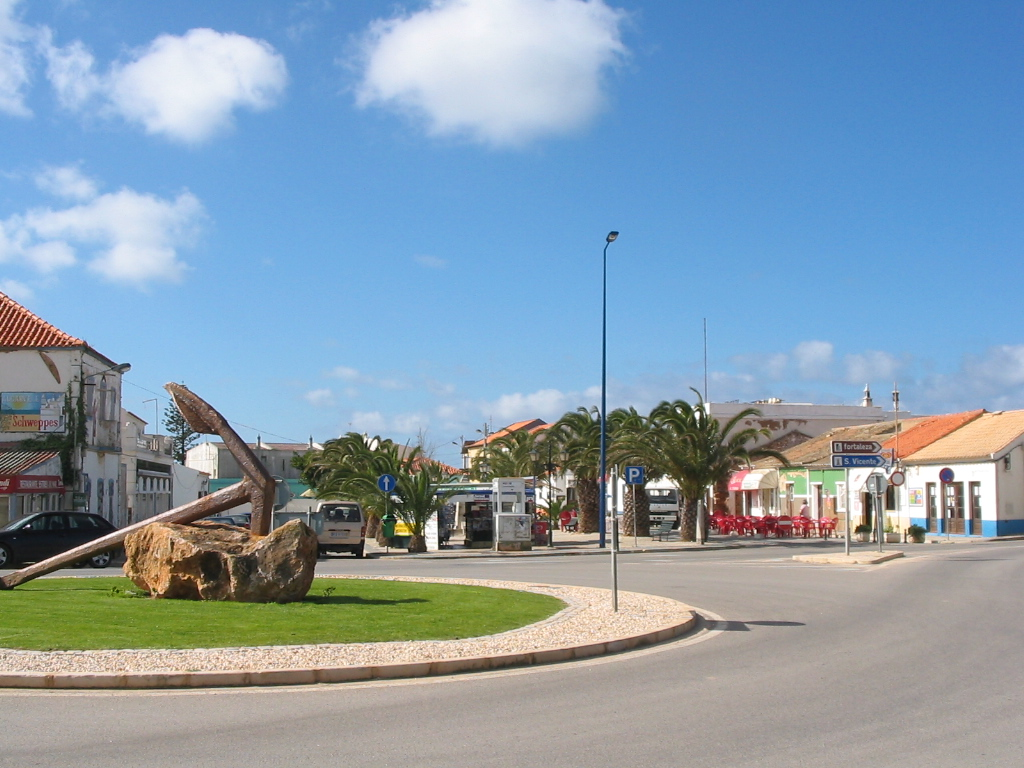
萨格里什村中心
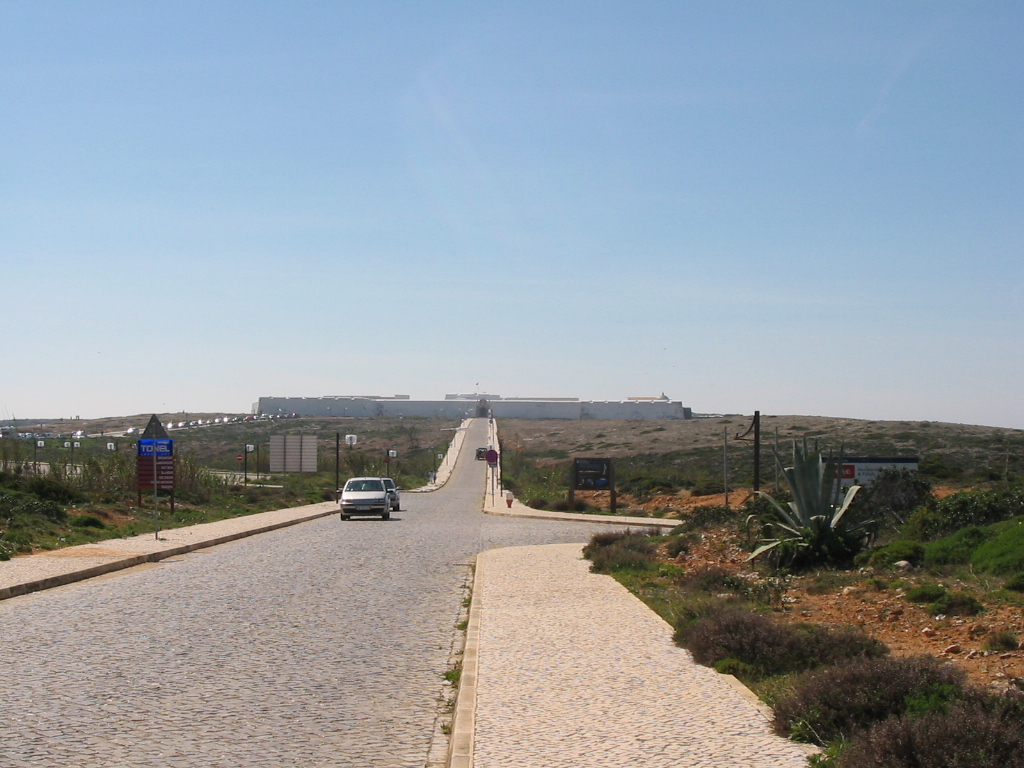
萨格里什要塞远景
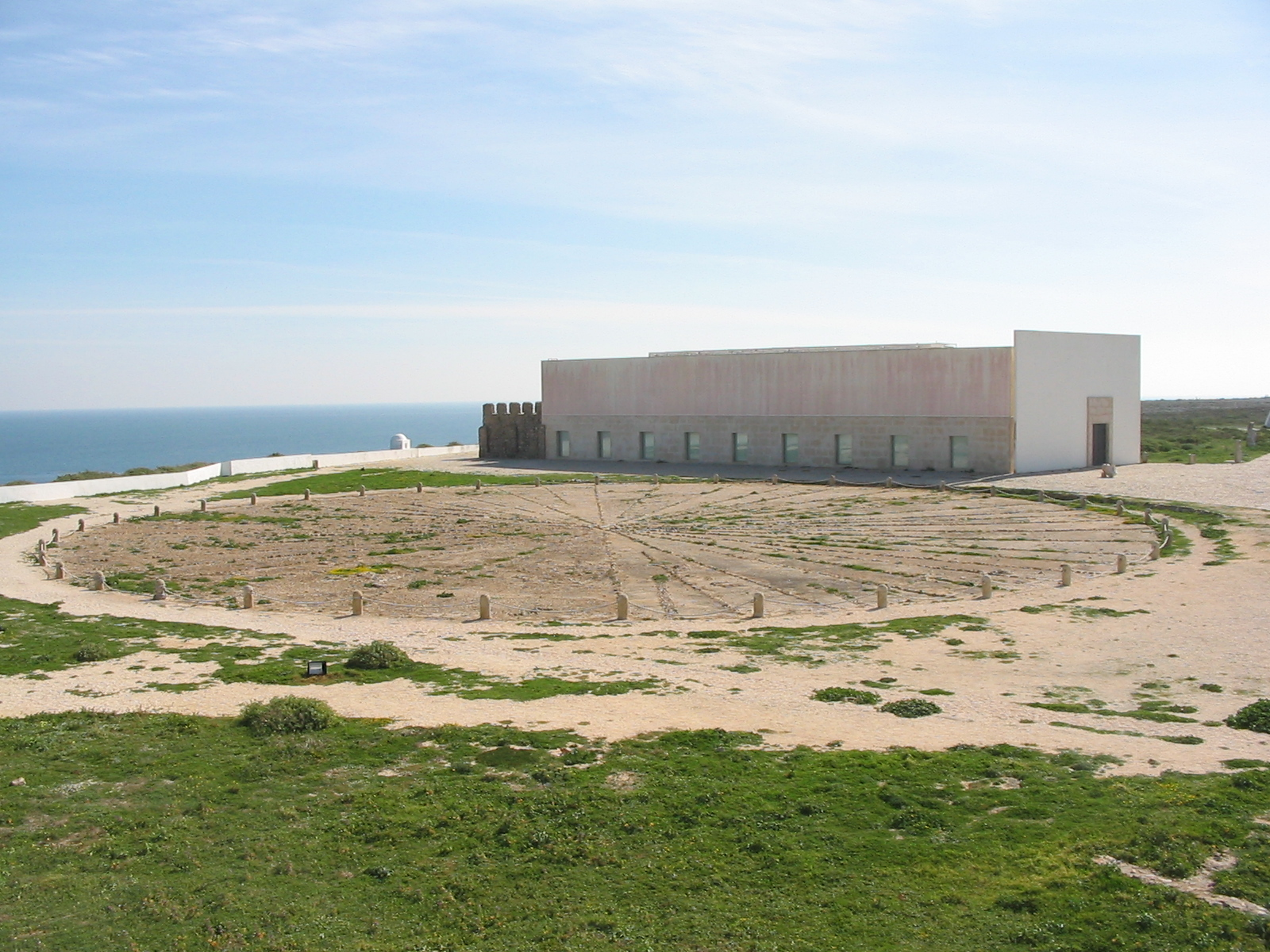
萨格里什要塞里的羅盤玫瑰
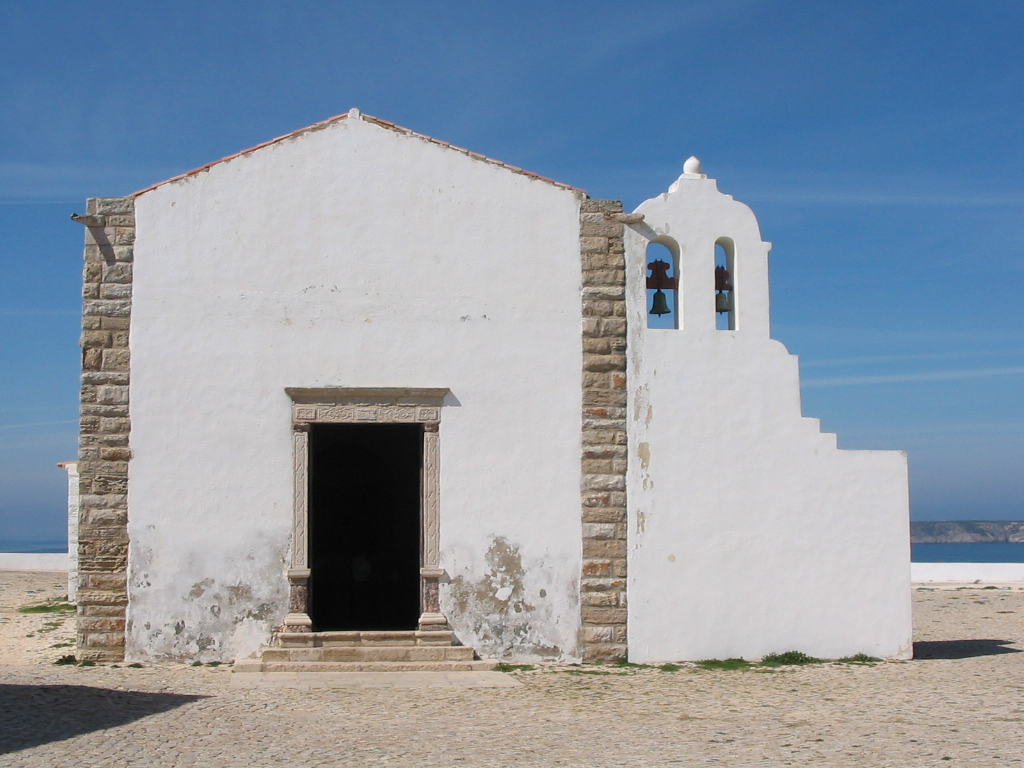
萨格里什要塞里的圣母礼拜堂
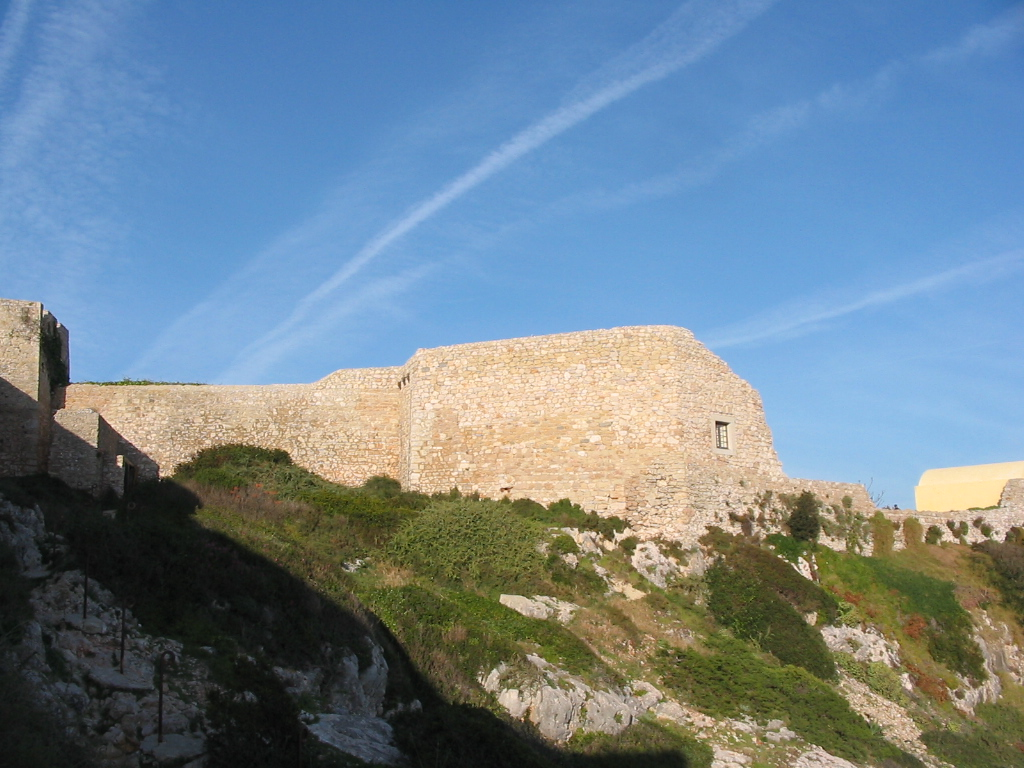
贝利切要塞
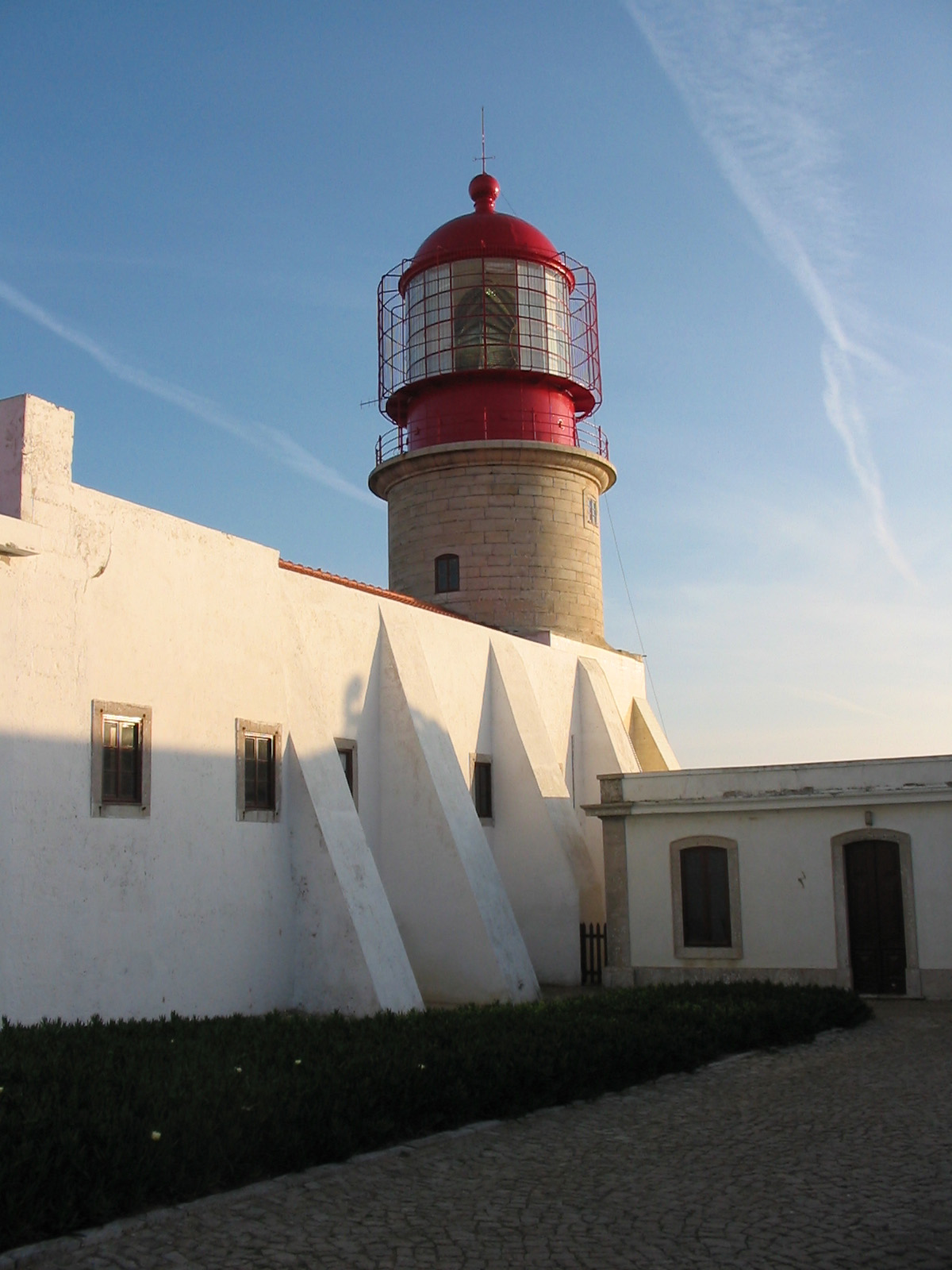
圣维森特角的灯塔